# Heinz Günter Horn

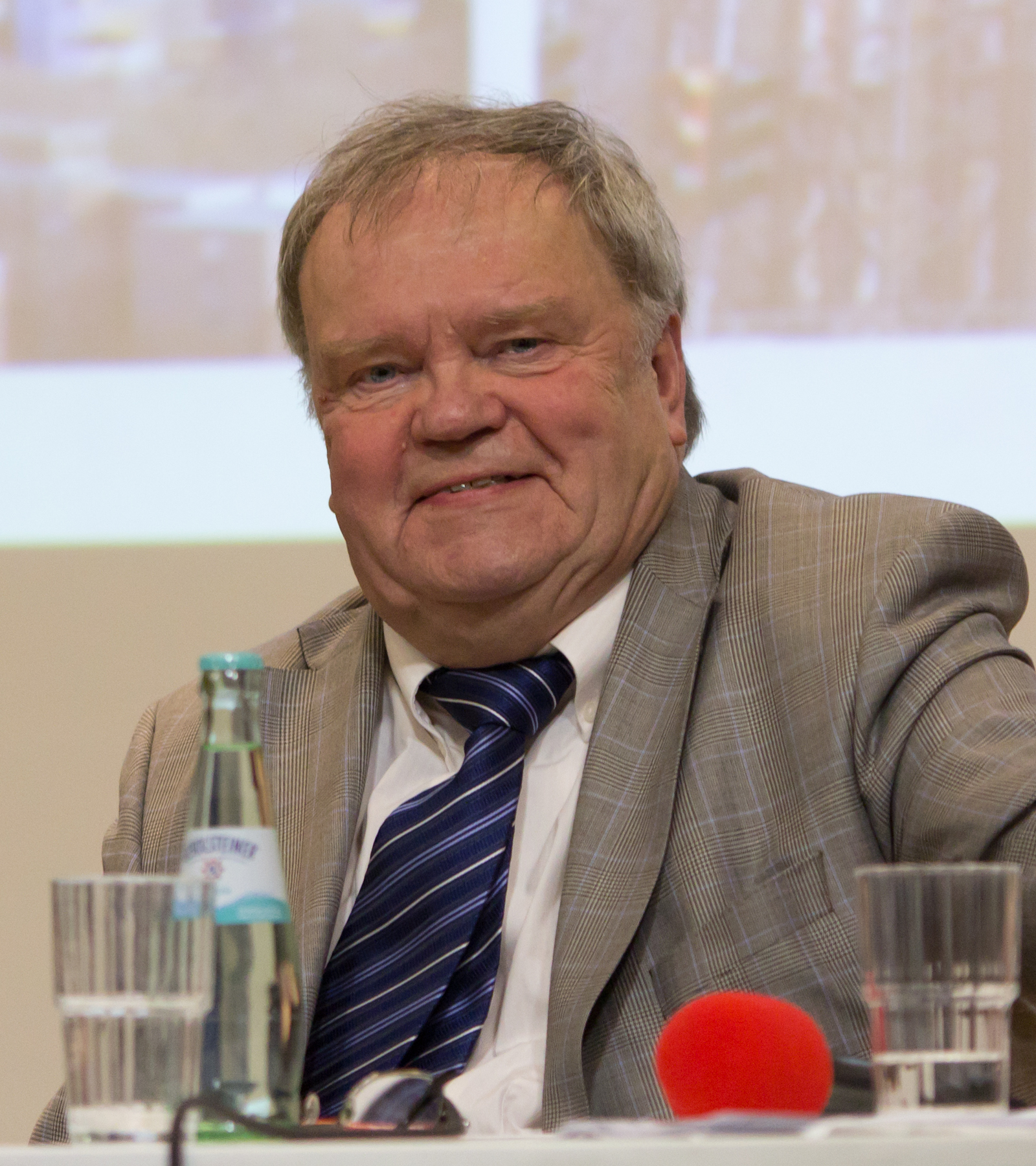
Heinz Günter Horn 2014

Heinz Günter Horn (* 19. Dezember 1940 in Köln) ist ein deutscher Provinzialrömischer Archäologe und Bodendenkmalpfleger.

## Leben
Heinz Günter Horn studierte ab 1962 Klassische Archäologie, Altphilologie, Alte Geschichte, Philosophie und Pädagogik an der Universität zu Köln und der Universität Bonn. Nach der Ersten Philologischen Staatsprüfung für das Lehramt an Höheren Schulen 1966 wurde er 1968 mit einer Dissertation über die Mysteriensymbolik des Kölner Dionysos-Mosaiks bei Heinz Kähler promoviert. Von 1969 bis 1987 war Horn am Rheinischen Landesmuseum Bonn, zuletzt als stellvertretender Direktor und Leiter der Bodendenkmalpflege Rheinland beschäftigt. 1987 wurde er in das seinerzeitige für den Denkmalschutz und die Denkmalpflege in Nordrhein-Westfalen zuständige Ministerium für Stadtentwicklung und Verkehr in Düsseldorf berufen. Dort leitete er als Ministerialrat bis zu seiner Pensionierung Ende 2005 das Referat „Bodendenkmalschutz und Bodendenkmalpflege“. In dieser Funktion war er auch Mitglied des Unterausschusses Denkmalpflege der Ständigen Konferenz der Kultusminister in der Bundesrepublik Deutschland und des Deutschen Nationalkomitees für Denkmalpflege. 1990 bis 2006 war Horn Vorstandsvorsitzender bzw. stellvertretender Vorstandsvorsitzender der Stiftung zur Förderung der Archäologie im Rheinischen Braunkohlenrevier.
1995 verlieh ihm die Universität Köln den Titel eines Honorarprofessors mit der Venia „Archäologie der römischen Provinzen und Bodendenkmalpflege“. Seit Anfang 2006 befindet sich Horn im Ruhestand.
Wissenschaftlich befasst sich Horn hauptsächlich mit der Kunst und Kultur der griechisch-römischen Antike, insbesondere mit der Geschichte der römischen Provinzen, und mit der archäologischen Denkmalpflege in Theorie und Praxis.
Horn ist unter anderem Korrespondierendes Mitglied des Deutschen Archäologischen Instituts und der Altertumskommission für Westfalen, beratendes Mitglied des Verbandes der Landesarchäologen in der Bundesrepublik Deutschland, Mitglied der Archäologischen Trierkommission des Landes Rheinland-Pfalz und Ehrenmitglied des Vereins von Altertumsfreunden im Rheinlande in Bonn. Von 2014 bis 2016 war er Vorsitzender des Rheinischen Vereins für Denkmalpflege und Landschaftsschutz. Nach der Fachberatung Kulturelles Erbe der Regionale 2010 (2006–2011) berät er weiterhin das Regionale 2010-Projekt „Erlebnisraum Römerstraße“. Zudem ist Horn Vorsitzender bzw. Mitglied zahlreicher Wissenschaftlicher Beiräte. Seit April 2011 ist er auch Vorsitzender des Kulturförderkreises Pantheon e. V. Bonn. Darüber hinaus ist Horn Vorsitzender und Spiritus rector des 2018 gegründeten Förderverein Römergrab Weiden in Köln.
Horn lebt in Wesseling.

## Auszeichnungen
Am 13. Dezember 2006 wurde Horn vor allem wegen seines vielfältigen bundesweiten ehrenamtlichen Engagements im Bereich der Landschaftlichen Kulturpflege mit dem Bundesverdienstkreuz am Bande ausgezeichnet. 2012 erhielt Horn die Silberne Halbkugel des Deutschen Preises für Denkmalschutz des Deutschen Nationalkomitees für Denkmalschutz. Damit wurde sein außerordentlicher Einsatz für die Belange der Archäologie und Denkmalpflege als Wissenschaftler, Netzwerker, Stratege, Lehrer und Gutachter im ganzen Bundesgebiet gewürdigt. Am 18. September 2017 wurde Horn auf der Jahresmitgliederversammlung einstimmig zum Ehrenmitglied der Archäologischen Gesellschaft Köln e. V. ernannt.

## Schriften und Herausgeberschaften
- Mysteriensymbolik auf dem Kölner Dionysosmosaik. (Bonner Jahrbücher Beiheft 33). 1972
- Zeitmarken/Landmarken – Bodendenkmäler in Nordrhein-Westfalen. (2000) (Photograph: A. Thünker)
- Fragen und Antworten zur Bodendenkmalpflege – Ein Kursbuch (= Schriften des Deutschen Nationalkomitees für Denkmalschutz.). Band 66 (2002).
- So Badeten die Römer – Rund um die Thermen von Zülpich (2008).
- Agrippastraße Köln-Trier. Teilstrecke Nettersheim. Von Serpentinen, Tempeln und Wachstationen. J.P. Bachem Verlag, Köln 2011, ISBN 978-3-7616-2365-7.
- Mit den Römern unterwegs: Agrippastraße. Von Köln bis Dahlem in 4 Etappen. J.P. Bachem Verlag, Köln 2014, ISBN 978-3-7616-2782-2.

Herausgeberschaften
- Die Nabatäer – Ein Königreich in der Wüste. (1979).
- mit Christoph B. Rüger: Die Numider – Reiter und Könige nördlich der Sahara. (1979).
- Die Römer in Nordrhein-Westfalen. Konrad Theiss Verlag, Stuttgart 1987, ISBN 3-8062-0312-1.
- mit Hansgerd Hellenkemper, Harald Koschik und Bendix Trier: Archäologie in Nordrhein-Westfalen – Geschichte im Herzen Europas (= Schriften zur Bodendenkmalpflege in Nordrhein-Westfalen. Band 1). Philipp von Zabern, Mainz 1990.
- mit Hiltrud Kier, Jürgen Kunow und Bendix Trier: Archäologie und Recht – Was ist ein Bodendenkmal? Dokumentation eines Kolloquiums des Verbandes der Landesarchäologien in der Bundesrepublik Deutschland im Jahre 1989 in Münster (= Schriften zur Bodendenkmalpflege in Nordrhein-Westfalen. Band 1). Philipp von Zabern, Mainz 1991.
- mit Hansgerd Hellenkemper, Harald Koschik und Bendix Trier: Ein Land macht Geschichte – Archäologie in Nordrhein-Westfalen (= Schriften zur Bodendenkmalpflege in Nordrhein-Westfalen. Band 3). Philipp von Zabern, Mainz 1995.
- mit Hansgerd Hellenkemper, Gabriele Isenberg und Harald Koschik: Fundort Nordrhein-Westfalen – Millionen Jahre Geschichte (= Schriften zur Bodendenkmalpflege in Nordrhein-Westfalen. Band 5). Philipp von Zabern, Mainz 2000.
- mit Hansgerd Hellenkemper, Gabriele Isenberg und Harald Koschik: Stadtentwicklung und Archäologie. (= Schriften zur Bodendenkmalpflege in Nordrhein-Westfalen. Band 7). Philipp von Zabern, Mainz 2004.
- mit Hansgerd Hellenkemper, Gabriele Isenberg und Jürgen Kunow: Von Anfang an. Archäologie in Nordrhein-Westfalen (= Schriften zur Bodendenkmalpflege in Nordrhein-Westfalen. Band 8). Philipp von Zabern, Mainz 2005.
- Neandertaler + Co. Eiszeitjägern auf der Spur – Streifzüge durch die Urgeschichte Nordrhein-Westfalens (= Führer zu den archäologischen Denkmälern im Rheinland. Band 4). (2006).
- Westfalen-Lippe (= Theiss Archäologieführer.). Konrad Theiss Verlag, Stuttgart 2008.

Dazu hat Horn noch zahlreiche Beiträge zu Themen der Klassischen und Provinzial-römischen Archäologie bzw. der Bodendenkmalpflege in Ausstellungskatalogen, Führern, Sammelwerken und Fachzeitschriften verfasst.